# Jason Niblett
Jason Niblett (ur. 18 lutego 1983 w Horsham) – australijski kolarz torowy, brązowy medalista mistrzostw świata.

## Kariera
Pierwszy sukces w karierze Jason Niblett osiągnął w 2000 roku, kiedy zdobył złoty medal mistrzostw świata juniorów w sprincie drużynowym. Sukces ten Australijczycy z Niblettem w składzie powtórzyli także rok później. Na igrzyskach Oceanii w 2004 roku zdobył złoty medal w tej samej konkurencji, a dwa lata później wywalczył srebrne medale w sprincie drużynowym i indywidualnym. Na igrzyskach Wspólnoty Narodów w Nowym Delhi w 2010 roku razem z kolegami zdobyli złoty medal w sprincie drużynowym. Ponadto podczas mistrzostw świata w Apeldoorn wspólnie z Matthew Glaetzerem i Danem Ellisem wywalczył brązowy medal w tej samej konkurencji.